# ソフィー・グレゴワール
ソフィー・グレゴワール・トルドー（Sophie Grégoire Trudeau、1975年4月24日 - ）または、ソフィー・グレゴワールは、カナダの元ニュースキャスター。また、カナダの第23代首相であるジャスティン・トルドーの妻である。
ジャスティン・トルドーとはトルドーの弟が同級生だったことで知り合った。2003年に再会し、2005年に結婚した。現在は別居している。